# بيزنطة

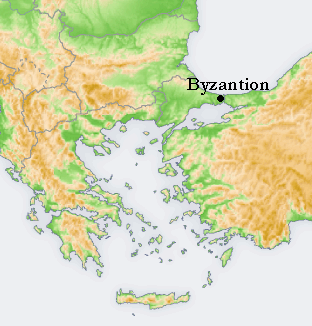
موقع بيزنطة

بيزنطة أو بيزنطية أو بوزنطية (Byzantium) هي مدينة يونانية قديمة كانت تقع على مضيق البوسفور بتركيا. أسست عام 658 ق.م. وكانت من قبل قرية للصيادين. وقد أسستها مدينة إغريقية قديمة تسمى ميغارا، وقد سميت على اسم بيزاس ابن نيسوس ملك ميغارا. وفي عام 335 جعلها الإمبراطور قسطنطين عاصمة للإمبراطورية الرومانية الشرقية (الإمبراطورية البيزنطية) وأصبح يطلق عليها القسطنطينية نسبة للإمبراطور قسطنطين مؤسس الإمبراطورية وكان بها مقر بطريركية الكنيسة الأرثوذكسية الشرقية بكنيسة آيا صوفيا (مسجد آيا صوفيا حالياً). وكان محمد الفاتح العثماني قد فتحها عام 1453 وأطلق عليها (إسلام بول). ثم أطلق عليها العثمانيون الآستانة. وحالياً يطلق عليها إسطنبول.
خلال الجزء الأول من القرن الرابع للميلاد. كانت روما بصورة مستمرة عرضة للهجوم من قبل القبائل البربرية المندفعة من الشرق. وكانت أيضًا قد أصبحت مدينة قديمة وغير ملائمة للعيش.
هذه العوامل شجعت الإمبراطور الروماني قسطنطين على نقل عاصمته إلى مدينة بيزنطية التي كان عمرها في العام 330 م. حوالي 1000 سنة. لأنها أُنشئت عام 657 ق.م. بواسطة بيزاس اليوناني.
وقع اختيار قسطنطين على بيزنطة لأنه كان معجباً بموقع المدينة. لأن أي هجوم عليها سيأتي فقط من الغرب وذلك لأن الثلاث الجوانب الأخرى محمية من جهة البحر.وفي العام 337 م. تم تعميده كمسيحي وفي ذلك الحين كان معماريوه ومهندسوه قد حولوا المدينة القديمة إلى قلعة جديدة وفخمة.

## تاريخها
تكتنف أصول بيزنطة أسطورة تقليدية مفادها إن بيزاس ملك ميغارا (دولة مدينة بالقرب من أثينا) أسس بيزنطة في 667 ق.م. عندما أبحر شمال شرق عبر بحر إيجه. حسب الرواية فإن بيزاس، ابن الملك نيسوس (Νίσος)، خطط لتأسيس مستعمرة لمدينة دوريون اليونانية التابعة لميغارا. استشار بيزاس عرافة أبولو في دلفي، الذي أمر بيزاس بالإقامة مقابل «أرض العميان». وبينما يقود مجموعة من المستعمرين الميغاريين، وجدت بيزاس موقعاً يلتقي فيه القرن الذهبي وهو ميناء طبيعي عظيم، بمضيق البوسفور متدفقاً إلى بحر مرمرة، مقابل خلقيدونية (قاضي كوي الحالية). وقد حكم على الخلقيدونيين العميان بعدم إدراك فوائد الأرض الواقعة على الجانب الأوروبي من مضيق البوسفور على الجانب الآسيوي. في 667 ق.م. أسس بيزنطة في موقعهم وبذلك استوفى متطلبات العرافة.
كانت بيزنطة في الأساس مدينة تجارية بسبب موقعها عند المدخل الوحيد للبحر الأسود. ولاحقاً غزت خلقيدونية عبر مضيق البوسفور على الجانب الآسيوي.
استولت الإمبراطورية الفارسية على المدينة أثناء الحملة السكيثية (513 قبل الميلاد) للملك دارا الأول (حكم 522-486 ق.م.) وأضيفت إلى مقاطعة سكودرا الإدارية. على الرغم من أن السيطرة الأخمينية على المدينة لم تكن مستقرة أبداً مقارنة بالمدن الأخرى في تراقيا، إلا أنها كانت تعتبر، إلى جانب سيستوس، واحدة من أهم موانئ الأخمينية على الساحل الأوروبي لمضيقي البوسفور والدردنيل.
حاصرت القوات الإغريقية بيزنطة خلال الحرب البيلوبونيسية. كجزء من إستراتيجية إسبرطة لقطع إمدادات الحبوب عن أثينا أثناء حصارها إياها، سيطرت إسبرطة على المدينة في 411 ق.م. لإجبار الأثينيين على الخضوع. استعاد الجيش الأثيني المدينة لاحقاً في 408 ق.م. عندما انسحب الأسبرطيون بعد استيطانهم فيها.
نتيجة انحيازها إلى جانب بيشينيوس نيجر ضد الإمبراطور المنتصر سبتيموس سيفيروس، حاصرت القوات الرومانية المدينة وتعرضت لأضرار جسيمة في عام 196 م. أعاد سيبتيموس سيفيروس بناء بيزنطة واستعادت بسرعة ازدهارها السابق. وكانت تابعة لبرينثوس خلال عهد سيبتيموس سيفيروس. جذب موقع بيزنطة الإمبراطور الروماني قسطنطين الأول الذي أعاد تأسيسها في 330 م كمقر إمبراطوري مستوحى من روما نفسها. (انظر روما الجديدة) وبعد وفاته سميت المدينة بالقسطنطينية (باليونانية: Κωνσταντινούπολις، كونستانتينوبوليس، «مدينة قسنطينة»).
هذا المزيج من الإمبريالية والتموضع سيؤثر على دور القسطنطينية كحلقة وصل بين قارات أوروبا وآسيا. حيث كانت مركزاً تجارياً وثقافياً ودبلوماسياً وشكلت لعدة قرون عاصمة الإمبراطورية البيزنطية والتي زينت المدينة بالعديد من المعالم الأثرية، بعضها لا يزال قائماً إلى اليوم. وبفضل موقعها الاستراتيجي، سيطرت القسطنطينية على طرق التجارة الرئيسية بين آسيا وأوروبا وكذلك الممر من البحر المتوسط إلى البحر الأسود. في 29 مايو 1453، سقطت المدينة في يد الأتراك العثمانيين وأصبحت مرة أخرى عاصمة لدولة قوية، الإمبراطورية العثمانية. أطلق الأتراك على المدينة اسم «أسطنبول» (على الرغم من عدم تغيير اسمها رسمياً حتى عام 1930)؛ الاسم مشتق من «إيس-تن-بولين» (اليونانية: «نحو-ال-مدينة»). ولا تزال حتى يومنا هذا أكبر مدينة في تركيا وأكثرها ازدحاماً بالسكان، على الرغم من أن أنقرة هي الآن العاصمة الوطنية.

### رمزها
بحلول أواخر العصر الهلنستي أو العصر الروماني المبكر (القرن الأول قبل الميلاد)، ارتبط شكل النجمة والهلال إلى حد ما ببيزنطة. على الرغم من أن استخدامهما أصبح على نطاق واسع رمزاً ملكياً لميثرادتس السادس يوباتور (الذي ضم المدينة لبعض الوقت إلى إمبراطوريته).
تظهر بعض العملات البيزنطية في القرن الأول قبل الميلاد وبعد ذلك رأس أرتميس مع القوس والجعبة وعلى ظهرها تتميز بهلال مع ما يبدو أنه نجمة ذات ثمان أشعة. وفقاً للروايات التي تختلف في بعض التفاصيل، في 340 ق.م، كان البيزنطيون وحلفاؤهم الأثينيون تحت حصار قوات فيليب المقدوني. في ليلة مظلمة ورطبة تحديداً، شن فيليب هجوماً مفاجئاً، لكنه ظهور ضوء ساطع في السماء أحبطه. يصف المفسرون اللاحقون هذا الضوء أحياناً كونه نيزكاً وأحياناً قمراً، كما تشير بعض الروايات إلى نباح الكلاب. ومع ذلك، فإن الروايات الأصلية تذكر ضوءاً ساطعاً في السماء فحسب، دون وصفه بالقمر. لإحياء ذكرى الحدث، نصب البيزنطيون تمثالاً لهيكات لامباديفوروس (حاملة الضوء أو جالبته). نجت هذه القصة في أعمال هيسيتشيوس الميليتوسي، الذي عاش على الأرجح في زمن جستنيان الأول. بقيت أعماله فقط في أجزاء محفوظة لفوتيوس وموسوعة سودا في القرن العاشر. سرد ستيفان البيزنطي وأوستاثيوس السالونيكي هذه الرواية أيضاً.
كانت عبادة هيكات مفضلة عند البيزنطيين بشكل خاص لمساعدتها في حمايتهم من غزوات فيليب المقدوني. وكان الهلال والنجمة من رموزها، كما كانت أسوار مدينتها هي منشأها.
من غير الواضح تحديداً كيف كان يمكن نقل رمز هيكات/أرتميس، إحدى الآلهة العديدة إلى المدينة نفسها، لكن يبدو أنه من المحتمل أن يكون له الفضل في صد فيليب والتبجيلات اللاحقة. كان ذلك أمراً شائعاً في اليونان القديمة، كما هو الحال في أثينا حيث سميت المدينة باسم أثينا تكريما لمثل هذا التدخل في وقت الحرب.
غالباً ما استمرت المدن في الإمبراطورية الرومانية في إصدار العملات الخاصة بها. «من بين العديد من الموضوعات التي استخدمت في العملات المحلية، غالباً ما ظهرت رموز سماوية وكوكبية، معظمها نجوم أو أقمار هلالية.» إن التنوع الكبير في هذه القضايا والتفسيرات المختلفة لأهمية النجمة والهلال على العملات الرومانية يحول دون مناقشتها حالياً. ومع ذلك، فمن الواضح أنه بحلول العصر الروماني، لم تكن العملات التي تعرض النجمة أو الهلال في بعض الأشكال نادرة على الإطلاق.

## أعلام المدينة
- هوميروس البيزنطي، شاعر تراجيدي، عاش في أوائل القرن الثالث قبل الميلاد
- فيلو البيزنطي، مهندس، عاش من 280 ق.م. - حتى 220 ق.م.
- إبيغنيس البيزنطي، عراف، عاش في القرنين الثالث والثاني قبل الميلاد
- أرسطفان البيزنطي، عالم ذاع صيته في الإسكندرية، القرنين الثالث والثاني قبل الميلاد

## وصلات خارجية
- موسوعة حضارة العالم لأحمد محمد عوف.